# レッド・クレイ・クリーク
レッド・クレイ・クリーク（Red Clay Creek）は、ホワイト・クレイ・クリークの12.7マイル (20.4 km)ペンシルベニア州南東部と米国のデラウェア州北部を流れるホワイトクレイクリークの支流。2000年の時点で、小川の一部は野生生物の生息地の保護下にある。

## コース
東支部と西支部はどちらも、ペンシルベニア州チェスター郡のウェストマールボロータウンシップのアップランドの集落近くにあり、デラウェア国境のすぐ北で合流する前にケネットスクエアを南に流れる。ストリームはヨークリンの町の近くのデラウェアに入り、マーシャルトンを通過してニューキャッスル郡を通って南に流れる。レッド・クレイ・クリークは、ウィルミントンの南西約5マイル（8.0 km）にあるスタントン近くでホワイト・クレイ・クリークに流れ込む。 最終的に、ホワイト・クレイ・クリークは同じくスタントンの近くでクリスティーナ川に合流する。 